# Ioannis Chrysafis
Ioannis Chrysafis (1873 - 12 de outubro de 1932)  foi um ginasta grego que competiu em provas de ginástica artística.
Nos Jogos de Atenas, disputados "em casa", Athanasopoulos competiu apenas por equipes nas barras paralelas. Na disputa, foi um membro da equipe formada ainda por Ioannis Mitropoulos, Dimitrios Loundras e Filippos Karvelas, segunda colocada no evento, após ser superada pela Alemanha de Carl Schuhmann.